# Латинське право
Латинське право (лат. ius Latii, Latinitas чи ius latinum) — правовий статус латинів, населення Лація, що надавався їм римлянами. Цей статус займав проміжне положення між правами переґріна і римського громадянина.
Усі латини Італії отримали римське громадянство в результаті трьох законів, які були введені під час Союзницької війни між римлянами та їхніми споборниками серед Італіків («соціїв»), які повстали проти Риму. Lex Iulia de Civitate Latinis (et sociis) Danda 90 р. до н.е. надав римське громадянство всім громадянам латинських та італійських міст, які не повстали. Lex Plautia Papiria de Civitate Sociis Danda 89 р. до н.е. надав римське громадянство всім федеративним містам Італії на південь від річки По (у північній Італії). Lex Pompeia de Transpadanis 89 року до нашої ери надав ius Latii громадам Транспаданії, регіону на північ від річки По, який був на боці Риму під час Союзницької війни. Він також надавав римське громадянство тим, хто став чиновником у відповідних муніципіях (містах).
Найважливішими правами латинського громадянина були:
- Commercium — надавало право володіння нерухомістю в будь-якому поселенні з латинським статусом, право на укладення юридично закріплених угод.
- Conubium — надавало право на укладення законного шлюбу з представницею родини, що має латинське громадянство. Діти чоловічої статі, народжені в такому шлюбі, автоматично отримували латинське громадянство.
- Ius migrationis — надавало право вільно переміщатися чи постійно проживати на будь-якій території, на яку поширюється латинське право зі збереженням усіх привілеїв. Носії латинського громадянства захищалися римськими законодавчими органами.
- Ius adipiscendae civitatis per magistratuum — це право отримання римського громадянства за заслуги в цивільній і муніципальної службі.
- Ius suffragii - право голосу, але тільки тим, хто переселився до Риму.

За межами Італії термін «Latinitas» продовжував використовуватися для інших випадків. Цицерон використав цей термін стосовно надання Юлієм Цезарем латинських прав сицилійцям у 44 р. до н.е. Це використання «ius Latii» або «Latinitas» зберігалося до правління імператора Юстиніана I у шостому столітті нашої ери. Пізніше цей статус надали цілим містам і регіонам: імператор Веспасіан надав його всій Римській Іспанії, а імператор Адріан — багатьом містам.

## Історія виникнення
Внаслідок Латинських воєн — серії збройних конфліктів Римської республіки та Союзу латинських міст, Рим  розширив свій вплив на весь Лацій. Результатом другої латинської війни (340—338 до н. е.)  було захоплення  латинянських міст та їх інтегрування до Риму і перетворення у Муніціпії чи колонізація. Деяким поселенням надано привілеї у вигляді обмежених прав у стосунках з римлянами, відомі під загальною назвою Латинське право. З виникненням нових Римських колоній за межами Лацію, це право також поширювалось на ці колонії. Багато міст-держав Лаціуму були повністю включені до Римської республіки, тоді як інші отримали обмежені права та привілеї, якими можна було користуватися у відносинах з римськими громадянами. Це стало відомо як ius Latii. Ius Latii був наданий деяким Римським колоніям, які були засновані навколо Італії в четвертому та третьому століттях до нашої ери для зміцнення римського контролю, оскільки Рим розширював свою гегемонію над півостровом. Це були колонії, які отримали латинський правовий статус, а їхні поселенці — ius Latii, замість римського правового статусу інших колоній, поселенці яких зберігали римське громадянство. Колонії з латинським статусом називалися «латинськими колоніями», а колонії з римським статусом — «римськими колоніями». Римські громадяни, які оселилися в латинській колонії, втрачали римське громадянство і набували ius Latii. Латинські колонії зазвичай були більшими, ніж римські, і були населені переважно латинянами та іншими союзниками.
Перша латинська колонія Carteia (тепер Сан-Роке, Іспанія) заснована у 171 р. до н.е. У 122 році до нашої ери плебейський трибун Гай Гракх запровадив закон, який поширював ius Latii на всіх інших жителів Італії. Це відображало посилення зв'язків між Римом та італійськими народами через торгівлю та зв'язки між провідними сім'ями в італійських містах і патриціанськими сім'ями в Римі. У 44 році до нашої ери Юлій Цезар надав ius Latii всім вільнонародженим сицилійцям.

## В добу Імперії
Після великої хвилі колоніальних поселень за часів Юлія Цезаря та Августа ius Latii використовувався більше як політичний інструмент, спрямований на інтеграцію провінційних громад через їхнє місцеве керівництво. Латинський статус включав набуття римського громадянства після отримання муніципальної магістратури (ius adipiscendae civitatis per magistratum), що передбачало траєкторію розвитку, яка принаймні місцевих магістратів вела б до інституту громади римського типу. У 123 році нашої ери імператор Адріан зробив ключову зміну латинських прав. Він запровадив «Latium maius» («більше латинських [права]»), яке надавало римське громадянство всім декуріонам міста на відміну від «Latium minus», яке надавало його лише тим, хто володів магістратурою.
Здобуття ius Latii повністю залежало від імператорського дарування. Ця благодійність могла охоплювати весь діапазон від грантів окремим особам до нагород, призначених цілим містам, і навіть могла бути застосована до всього населення, як, наприклад, коли імператор Веспасіан надав ius Latii всій Іспанії в 74 році нашої ери. Хоча цей указ міг охоплювати цілі міста, важливо зазначити, що це не обов’язково передбачало створення муніципіуму (самоврядного міста). Часто, як в Іспанії, офіційні муніципії могли бути створені через кілька років після початкового надання.